# Ezequiel Cacace
Ezequiel Damián Cacace (Buenos Aires, 7 gennaio 1984) è un ex calciatore argentino, di ruolo portiere.